# Hendrichovce
Hendrichovce (em húngaro: Hedri) é um município da Eslováquia, situado no distrito de Prešov, na região de Prešov. Tem 4,22 km² de área e sua população em 2018 foi estimada em 255 habitantes.

## Demografia
| Ano:        | 1994 | 2004   | 2014    | 2024    |
| ----------- | ---- | ------ | ------- | ------- |
| Broj ljudi: | 208  | 217    | 246     | 287     |
| Razlika:    |      | +4,32% | +13,36% | +16,66% |

| Ano:               | 2023 | 2024   |
| ------------------ | ---- | ------ |
| Número de pessoas: | 273  | 287    |
| Diferença:         |      | +5,12% |